# Jeremy Hansen
Jeremy Roger Hansen é um astronauta canadense, membro da Agência Espacial Canadense (CSA).

## Biografia
Jeremy Hansen nasceu em 27 de janeiro de 1976 em London, Ontário. Cresceu em uma fazenda de onde saiu quando se mudou para Ingersol, ainda na região de Ontário, onde concluiu os estudos secundários. Ingressou na Força Aérea Real Canadense. Em 1999 concluiu seu bacharelado em Ciências pelo Royal Military College of Canada, em Kingston, recebendo uma honraria como o melhor aluno de sua turma. Em 2000 concluiu um mestrado em ciências físicas na mesma instituição. A partir de então Hansen, já tendo galgado ao posto de capitão, passou a atuar como piloto de aviões de combate CF-18 em uma base aérea em Alberta. Recebeu inúmeras medalhas por bons serviços prestados à força aérea de seu país. É casado e pai de três filhos. Tem como principais passatempos viagens em veleiros, corrida, montanhismo, ciclismo e hóquei.

## Escolha como astronauta
Em 13 de maio de 2009, Jaremy Hansen foi escolhido como membro da nova turma de astronautas da CSA. Na verdade, a turma era composta apenas por ele próprio e por seu colega David Saint-Jacques. Os dois imediatamente iniciaram os treinamentos como candidatos a astronautas, sendo formalmente declarados como tais após um ano de atividades. Foram então incluídos como membros da vigésima turma de astronautas da NASA, nos Estados Unidos . Então, tanto Hansen como Saint-Jacques aguardavam designação para participarem de alguma missão espacial que certamente aconteceria à Estação Espacial Internacional, uma vez que todas as missões americanas e russas têm levado tripulantes apenas para o complexo orbital.
No dia 3 de abril de 2023, foi anunciado como especialista de missão da Artemis 2. Com este voo, Hansen será o primeiro não estadunidense a voar em espaço profundo.

## Ligações Externas
- http://www.jsc.nasa.gov/Bios/htmlbios/hansen-j.html
- Spacefacts biografia de Jeremy Hansen